# 跑卫

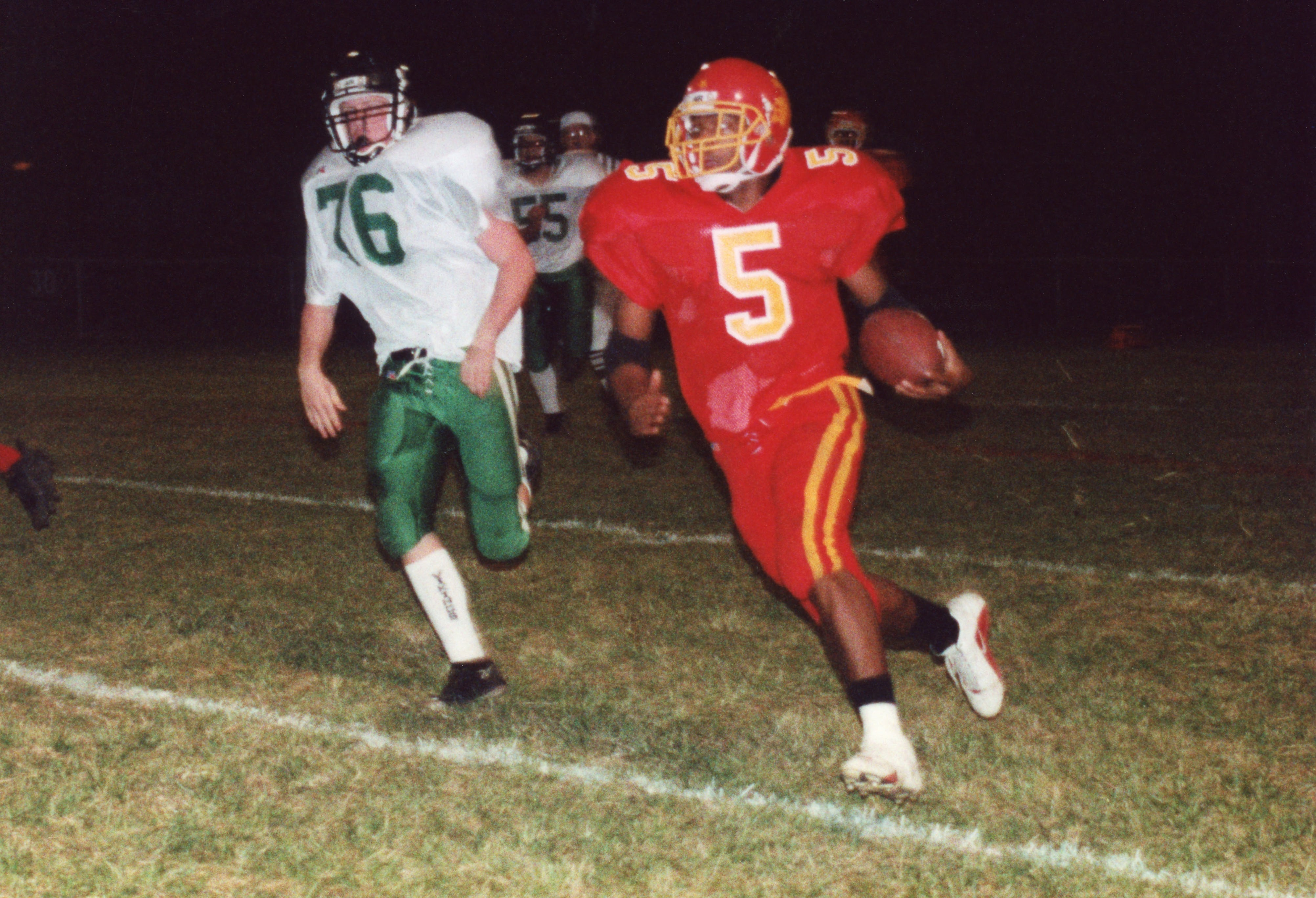
一位高中跑衛

跑衛（Running Back）、中衛（Halfback）、尾鋒（Tailback）或翼鋒（Wingback）是美式和加拿大式足球中進攻後場的球員位置。根據進攻編制，中衛在後場可能被其他衛加入，通常大部分都是全鋒去加入。